# Contea di Clark (Missouri)
La contea di Clark in inglese Clark County è una contea dello Stato del Missouri, negli Stati Uniti. La popolazione al censimento del 2000 era di 7 416 abitanti. Il capoluogo di contea è Kahoka